# Heliga Bebådelsens kyrka, Kočani
Heliga Bebådelsens kyrka (makedonska: Црква „Св. Благовештение“; translitteration: Tsrkva ''Sv. Blagoveshtenije'') är en makedonisk-ortodox kyrkobyggnad belägen i staden Kočani, i kommunen Kočani i den statistiska regionen Östra regionen, i östra Nordmakedonien.
Kyrkan är helgad åt Bebådelsen, då ärkeängeln Gabriel överlämnade budskapet till Jungfru Maria att hon skulle föda Jesus Kristus och tillhör Bregalnicas stift.

## Historik
Heliga Bebådelsens kyrka i Kočani började byggas år 2009 eller 2010.
Den 26 mars 2022 lades och invigdes grundstenen för kyrkans dopkapell (se bild nedan). Kapellet ska också användas som en kyrka under vintern.
Idag (2022) är kyrkan fortfarande under byggnation.

## Bilder

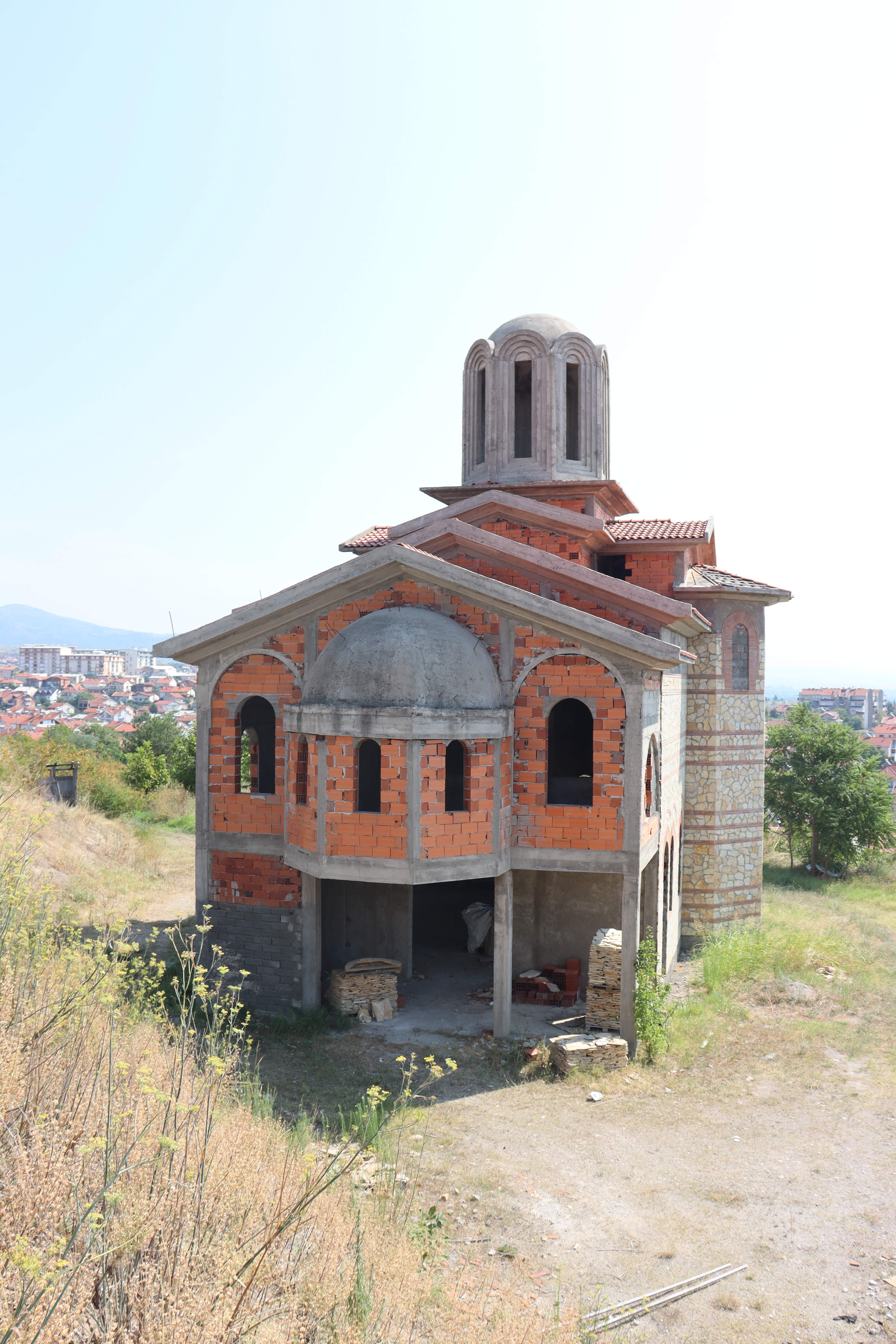
Absiden.
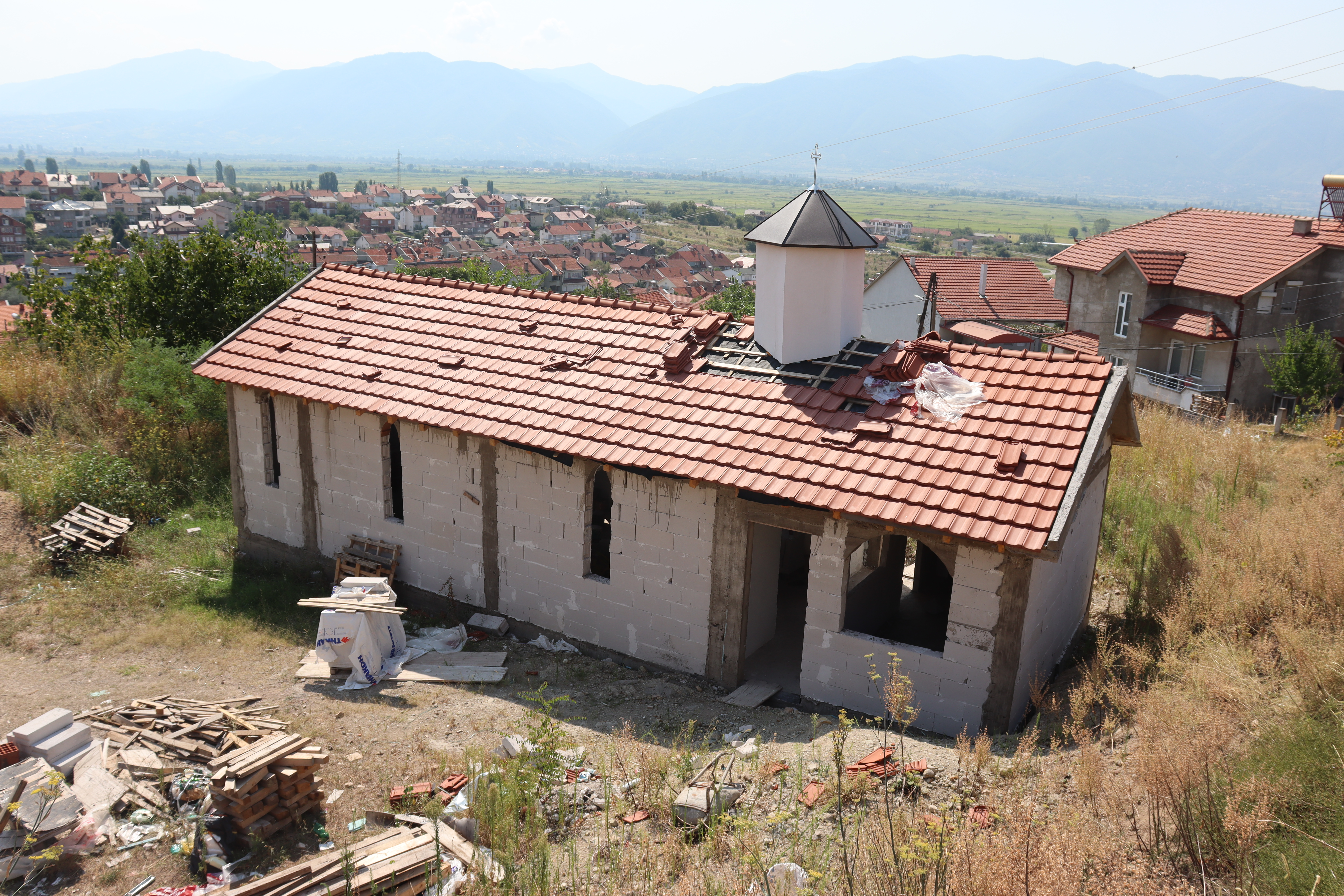
Dopkapellet.